# Toiture amovible
La toiture amovible est un type spécifique de toit. Elle est aussi appelée toiture télescopique, coulissante ou encore escamotable. 
Elle est caractérisée par sa transparence et sa capacité à coulisser. Elle peut être mécanique ou automatique. Elle permet de bénéficier d’une pièce ouverte et lumineuse en été mais qui sera isolée en hiver et à l’abri de la pluie.

## Matériaux
La toiture coulissante nécessite un support. Ce support utilisera l'un des matériaux suivants :
- Bois
- Béton
- Acier
- Aluminium.

La couverture du toit amovible utilisera quant à elle l'un des matériaux suivants :
- PVC transparent
- Plexiglas
- Polycarbonate Stratustex.

## Usages communs du toit amovible
- Terrasses en hôtellerie / restauration
- Couverture de piscine
- Ouvertures de comble
- Toiture de véranda